# Astronomia w Polsce
Największym osiągnięciem polskiej astronomii była działalność Mikołaja Kopernika (1473–1543), jednak historia astronomii w Polsce sięga czasów przed-kopernikowskich. Obecnie znajduje się w Polsce kilka akademickich ośrodków astronomicznych. Najbardziej znanym i obecnie działającym polskim astronomem jest Aleksander Wolszczan.

## Historia
Początki astronomii w Polsce sięgają XV wieku. W 1405 roku Jan Stobner ufundował katedrę astronomii w Akademii Krakowskiej. Działali w tym okresie Marcin Król z Żurawicy (ok. 1422–1460) i jego uczeń Marcin Bylica z Olkusza (1433–1493), należący do pionierów polskiej astronomii. XVI i XVII wiek to okres działalności Jana z Głogowa (1445–1507) i Wojciecha z Brudzewa (1445–1495), a także największego polskiego astronoma, Mikołaja Kopernika (1473–1543), autora „O obrotach”. XVI i XVII wiek to okres Jana Brożka z Kurzelowa (1585–1652), a następnie gdańskiego astronoma Jana Heweliusza (1611–1687).
Kolejne stulecia to okres marginalizacji polskiej astronomii związany z upadkiem polskiej tradycji naukowej XVIII i XIX wieku. Postęp nastąpił po odzyskaniu niepodległości, przerwany okresem II WŚ. Po wojnie, polska astronomia znowu zaczęła się rozwijać, aczkolwiek wolniej niż w krajach zachodnich, podobnie jak inne nauki w okresie PRL.

## Obecnie
W Polsce prowadzone są badania astronomiczne w kilku centrach naukowych, m.in. w Centrum Badań Kosmicznych PAN. Istnieje szereg obserwatoriów astronomicznych. Polskie Towarzystwo Astronomiczne ma ponad dwustu członków. Największą polską organizacją zrzeszającą fanów astronomii jest Polskie Towarzystwo Miłośników Astronomii.
Na skalę międzynarodową najbardziej znanym i obecnie działającym polskim astronomem jest Aleksander Wolszczan, odkrywca pierwszych planet pozasłonecznych, który jednak prowadzi badania i wykłada (jako profesor astronomii i astrofizyki) za granicą, w USA, na Uniwersytecie Stanowym w Pensylwanii (Penn State).
Polskie uczelnie kształcące na kierunku Astronomia
- Uniwersytet Jagielloński w Krakowie
- Uniwersytet Mikołaja Kopernika w Toruniu
- Uniwersytet Warszawski
- Uniwersytet Wrocławski
- Uniwersytet Adama Mickiewicza w Poznaniu[1]
- Uniwersytet Zielonogórski

## Źródła
- Astronomia w Polsce, wiw.pl
- Historia astronomii w Polsce do 1945 roku, copernicus.torun.pl
- Astronomia w Polsce, astronomia2009.pl

## Czytaj też
- Jerzy Dobrzycki; Eugeniusz Rybka (1975). Historia astronomii w Polsce. Zakład Narodowy im. Ossolińskich, Wydawn. Polskiej Akademii Nauk
- Astronomem być... Świadectwa życia i pracy astronomów polskich, opracowanie A. Woszczyk, Wydawnictwo Towarzystwa Naukowego Organizacji i Kierownictwa „Dom Organizatora”, Toruń 2007, ISBN 978-83-7285-319-6
- Sylwetki astronomów polskich XX wieku, oprac. A. Woszczyk, Wydawnictwo Towarzystwa Naukowego Organizacji i Kierownictwa „Dom Organizatora”, Toruń 2008, ISBN 978-83-7285-385-1